# Vimont (Laval)
Vimont est un quartier de la ville de Laval, au Québec. Il est aussi appelé le cœur de Laval puisqu'il se trouve relativement au centre de l'île Jésus. Il est nommé en l'honneur du jésuite Barthélemy Vimont. Il est le seul quartier de la ville à ne pas être limitrophe d'un cours d'eau. En 2011, la population est de 30 808 habitants.
L'architecture de ce quartier est caractérisée par des maisons de type plain-pied ou « bungalow »  majoritairement construits durant les années 1950 et 1960, mais des développements dans les 15 dernières années ont vu apparaître de nombreux édifices à condos comme ailleurs sur l'île. Plusieurs zones commerciales et de restauration caractérisent également le quartier, en majeure partie aux abords du boulevard des Laurentides, mais également à proximité de l'autoroute Jean-Noël-Lavoie (A-440). De plus, il est agrémenté d'une quinzaine de petits parcs de quartier, de deux piscines extérieures (Prévost et Paradis), d'un aréna (Lucerne), d'un centre communautaire et de quatre écoles publiques de niveau primaire. 
Le seul hôpital général de Laval, l'hôpital de la Cité-de-la-Santé, est situé à Vimont sur le boulevard René-Laennec. 

## Géographie
Vimont est situé au centre de l'île Jésus et de la ville de Laval. Il n'est limitrophe d'aucun cours d'eau et est délimité au nord par le quartier Auteuil, avec lequel il entretient une proximité sociologique et économique, au sud et au sud-ouest par le quartier Chomedey, au nord-ouest par le quartier Sainte-Rose et à l'est par le quartier Duvernay.  
Les limites exactes du quartier sont très irrégulières. À l'ouest, il est grossièrement délimité par le boulevard Industriel, au sud par les rues Cunard, de la Station et le boulevard Saint-Martin et à l'est par l'autoroute Papineau (A-19). Au nord, vu que la trame de rues a été majoritairement construite après le regroupement des villes de Vimont et d'Auteuil au sein de la nouvelle ville de Laval en 1965, les rues ne concordent pas du tout avec les anciennes limites municipales. Globalement, les rues Olivier-Chauveau, d'Orléans, des Abeilles et le boulevard Bellerose Est forment des sections de cette délimitation. 

## Éducation
Il y a quatre écoles primaires à Vimont (Les Explorateurs, Le Sentier, Paul-Comtois et Père-Vimont), mais aucune école secondaire. Les écoles secondaires francophones de desserte du quartier se trouvent à Auteuil, soit les écoles secondaires Odyssée-des-Jeunes (1e et 2e secondaire) et Horizon Jeunesse (3e à 5e secondaire). Le réseau d'écoles publiques francophone du quartier est sous la responsabilité du Centre de services scolaire de Laval. 
Quant à elle, la Commission scolaire Sir-Wilfrid-Laurier est responsable du réseau d'écoles publiques anglophone. Il n'existe toutefois pas d'école anglophone sur le territoire de Vimont, les élèves résidant dans le quartier doivent fréquenter un établissement situé dans un autre quartier. Les écoles primaires St. Paul à Duvernay et Terry-Fox à Auteuil desservent le quartier. L'école St. Paul accueille au total 430 élèves en 2017, alors que l'école Terry-Fox, dont l'ancien établissement est situé à Vimont avant la rentrée 1993,, est en situation de surnombre d'élèves en 2013. Les élèves inscrits à l'école publique au niveau secondaire doivent fréquenter les écoles Laval Junior et Laval Senior situées dans le quartier Chomedey.

## Transport

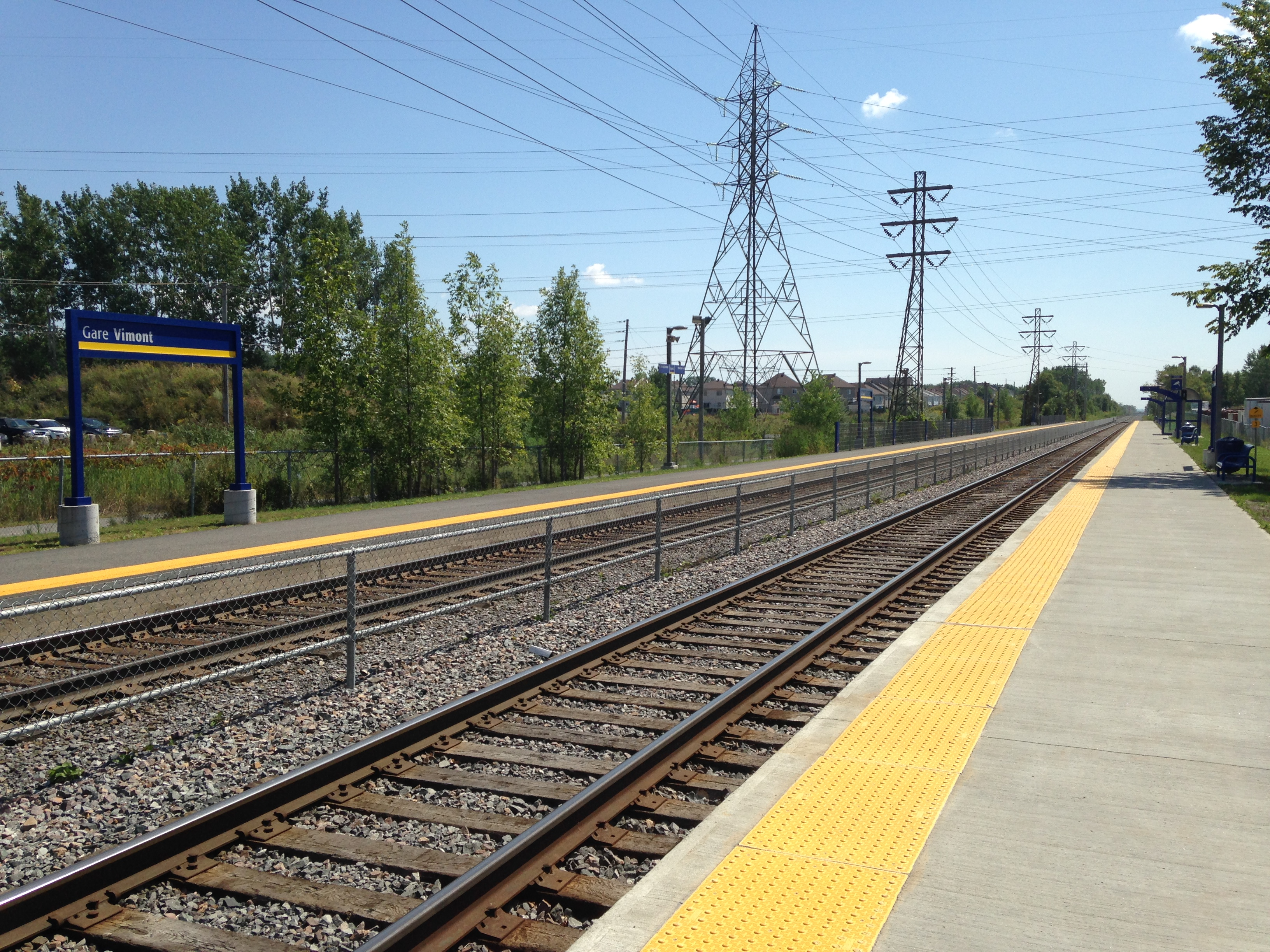
La gare Vimont.

Du fait de sa situation centrale, Vimont est desservi par plusieurs lignes du réseau d'autobus de la Société de transport de Laval, soit les lignes 17, 27, 31, 39, 43, 45, 48, 70, 73 et 74, dont la plupart mènent depuis et vers la station de métro Cartier. Le quartier est également desservi par la gare Vimont située sur la ligne de train de banlieue Saint-Jérôme du Réseau de transport métropolitain. 
Les principales artères routières du quartier sont le boulevard des Laurentides et le boulevard René-Laennec avec une orientation nord-sud et l'autoroute Laval (440), le boulevard Saint-Elzéar, le boulevard Dagenais et le boulevard Bellerose avec une orientation est-ouest.